# Lista de raças de galinha

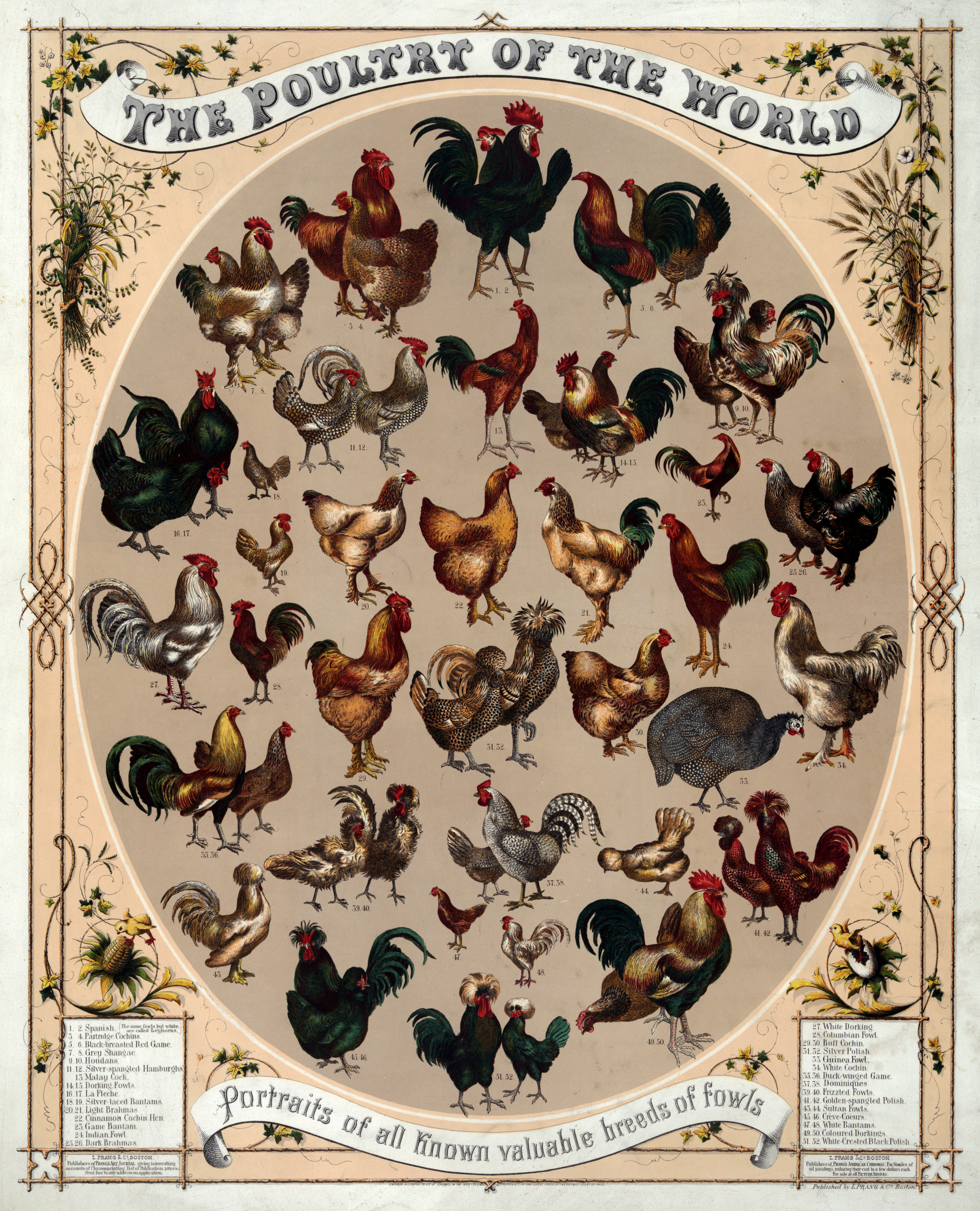
Trinta tipos de galinhas conhecidas

Este anexo reúne uma lista de raças de galinha.
Há centenas de raças de galinhas catalogadas. Domesticadas há milhares de anos, as raças distintas de galinhas estão presentes desde os fatores combinados de isolamento geográfico e seleção para características desejadas, criando tipos regionais com diferentes características físicas e comportamentais passadas para as suas proles.
As características físicas usadas para distinguir as raças de galinha são tamanho, cor da plumagem, tipo de crista, cor da pele, número de dedos, quantidade de franjas, cores dos ovos, e lugar de origem. Elas também são divididas por uso primário, seja para ovos, carne, ou fins ornamentais, e com algumas considerada de duplo propósito.
- Obs: Há fatores sobre essas aves, como galinha com raça não definida, denominada por nomes populares como "carijó", que é uma predominância de cores.. Portanto, não existe formalmente a "galinha-carijó".

## Raças de galinhas portuguesas
- Amarela
- Branca
- Pedrês portuguesa
- Preta lusitânica

## Lista das raças de galinhas
A divisão das galinhas é feita a partir do local de produção da raça. Por exemplo, as raças que foram selecionada nos Estados Unidos, são americanas, as selecionadas na China são chinesas, as selecionadas na Índia são indianas e afins, asiáticas, e assim por diante.
Há também a classificação segundo a aptidão da raça, divididas em: Postura, Corte, Ornamental e Game (briga).
- Classe Americana: Plymouth Rock, Dominicana, Wyandotte, Java, Rhode Island Red, Rhode Island White, Buckeyes, Chanteclers, Gigante Negro de Jersey, Lamonas, New Hampshire , Hollands e Delaware .

- Classe Asiática: Cochins, Langshans, Brahmas.

- Classe Inglesa: Dorkings, Redcaps, Cornish, Orpington s, Sussex , Australorps (Australiana).

- Classe Mediterrânea: Legornes, Minorca s, Espanhola , Andalusa , Mos, Pinheira, Ancona, Siciliana , Catalã s

- Classe Continental: Hamburguesa, Campine, Lakenvelders, Polonesa, Houdans, Crevecoeurs, La Fleche, Faverolles, Welsummers e Barnevelders.

## A
- Alemã Imperial
- Alsaziana
- Altsteirer
- Amarela Portuguesa
- Augsburgo
- Amrock
- Ancona
- Andaluza
- Apenzeller
- Araucana
- Ardenesa
- Arricciata
- Assendelfter
- Asyl
- Augusta
- Australorp

## B
- Bantam da Giava
- Barbuda de Anversa
- Barbuda de Everberg
- Barbuda de Uccle
- Barbuda de Grubbe
- Barbuda de Turingia
- Barbuda de  Watermael
- Barneveld
- Bassette
- Baixo Reino
- Belga nana
- Berger cantor
- Bielefelder
- Bionda piemontese
- Bourbonnaise
- Bourbourg
- Brabante belga
- Brabante holandesa
- Brahma
- Brakel
- Breda
- Bresse
- Buckeye

## C
- California Gray
- Campine
- Canterino da montagna
- Castigliana
- Carijo Gigante ou Pedrez
- Catalana del Prat
- Caumont
- Chabo
- Chantecler
- Charollaise
- Civetta barbuta olandese
- Cochim
- Cochinchina
- Combatente Francês Norte
- Combatente de Bruges
- Combatente de Liegi
- Combatente indiano
- Combatente inglês antigo
- Combatente inglês moderno
- Combatente malaio
- Combatente shamo (O-Shamo, Chu-Shamo)
- Combatente vietnamita
- Cotentine
- Cresta piegata da montagna
- Crèvecoeur
- Croad langshan
- Cubalaya
- Cuco Alemão
- Cuco Flandres
- Cuco Holandês
- Cuco Rennes

## D
- D'Angola
- Delaware
- Denizli
- Dominicana
- Dorking
- Drente
- Dresde

## E
- Empordanesa
- Espanhola Carabranca
- Estaires

## F
- Famennoise
- Faverolles
- Frisia Alemã
- Frisia Holandesa

## G
- Galinha de Mos
- Galo Indio de León
- Galo Pardo de León
- Gascona
- Gâtinaise
- Gauloise
- Gournay
- Galise
- Garnisé
- Gigante de Gercie

## H
- Hamburgo
- Herve
- Holandesa Barbuda
- Houdan

## I
- Índio Gigante
- Italiener
- Ixworth
- Índio japonês

## J
- Java Negra
- Jersey Gigante

## K
- Koeyoshi
- Ko-Shamo
- Ketros

## L
- La Flèche
- Lakenvelder
- Lamona
- Langshan tedesca
- Legorne
- Leghorn
- Limousine
- Lionese
- Livorno
- Label Rouge

## M
- Malines
- Mantes
- Marans
- Mericanel della Brianza
- Minorca
- Moroseta

## N
- Nana calzata
- Nera di Berry
- Nera di Challans
- New Hampshire
- Niederrheiner

## O
- Ohiki
- Orloff
- Orpington

## P
- Padovana
- Pavilly
- Pedrês Portuguesa
- Penedesenca
- Pinheira Galega
- Pinta asturiana
- Phoenix Onagadori
- Phoenix Shokoku
- Pictave
- Plymouth Rock
- Polverara
- Preta Lusitânica

## R
- Ramelsloh
- Redcap
- Regno tedesco
- Renania
- Rhode Island Red
- Rhode Island White
- Ruhla nana

## S
- Satsuma-Dori
- Scots Dumpy
- Sebright
- Senza coda
- Siciliana
- Sparviero tedesco
- Sulmtal
- Sultana
- Sumatra
- Sundheim
- Sussex

## T
- Totleger de Westfalia
- Tomaru
- Totenko
- Tournaisis
- Turingia Barbuda
- Tuzo
- Twentse

## V
- Valdarno
- Vecchia Stiria
- Vorwerk

## W
- Welsumer
- Wyandotte

## Y
- Yamato
- Yokohama

## Z
- Zampe corte
- Zottegem

## Ligações Externas
- Listas pela ALCAC - Associação Lusa Criadores de Aves de Capoeira
- Lista das principais raças
- Raças de Galinhas
- Fotografias de Raças Autóctones
- Raças Portuguesas
- Raças Autóctones Portuguesas